# IC 605
IC 605 ist eine Spiralgalaxie mit aktivem Galaxienkern vom Hubble-Typ Sbc im Sternbild Sextant südlich des Himmelsäquators. Sie ist rund 283 Millionen Lichtjahre von der Milchstraße entfernt und hat einen Durchmesser von etwa 95.000 Lichtjahren. 
Das Objekt wurde am 11. März 1893 vom französischen Astronomen Stéphane Javelle entdeckt.